# Robby Müller

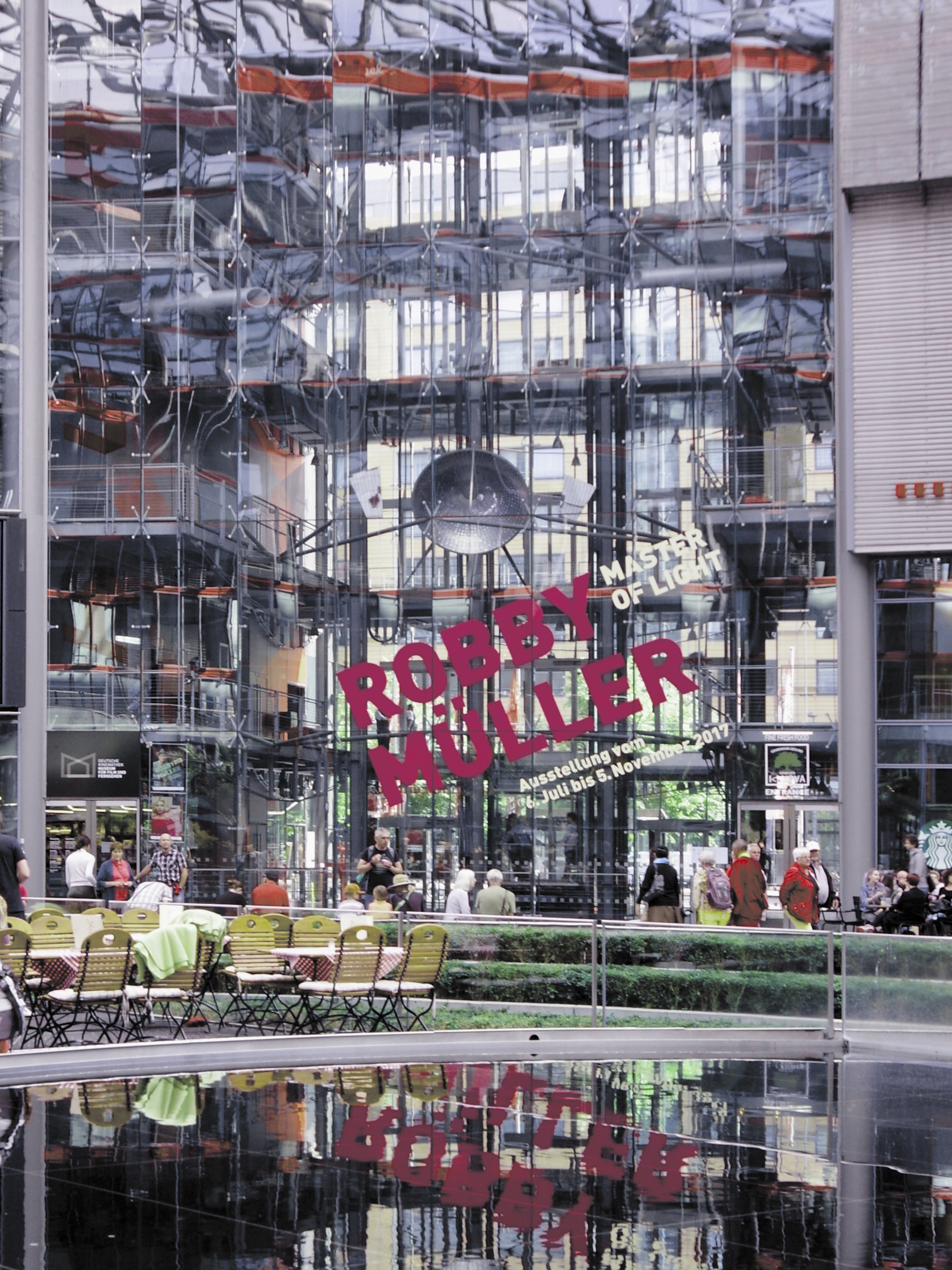
Robby Müller, Master of Light overzichtstentoonstelling. (Berlijn, 2017)

Robert (Robby) Müller (Willemstad (Curaçao), 4 april 1940 – Amsterdam, 3 juli 2018) was een Nederlands cameraman. Hij is bekend geworden als cameraman van Wim Wenders en hij werkte samen met Jim Jarmusch, Lars von Trier en Steve McQueen.

## Loopbaan
Müller werd geboren als zoon van een amateurfilmer die voor een oliemaatschappij werkte. In 1953 verhuisde het gezin naar Nederland, waar Müller in Den Haag het gymnasium volgde.
Van 1962 tot 1964 studeerde hij camera en montage aan de Nederlandse Filmacademie (NFA) in Amsterdam. Hier leerde hij onder anderen Pim de la Parra, Nikolai van der Heyde en Frans Weisz kennen. Vervolgens ging hij in Duitsland werken (vanaf 1969 met Wim Wenders), waarna een internationale carrière volgde.
Hij won driemaal de Deutscher Filmpreis in goud, en eenmaal de Bayrischer Filmpreis. Voor zijn camerawerk in Paris, Texas werd hem in 1984 de Goldene Kamera uitgereikt. In 1988 was hij jurylid op het Filmfestival van Cannes. In 1997 won hij voor Breaking the Waves van Lars von Trier de National Society of Film Critics Award for Best Cinematography. In 2007 ontving hij de Gouden Kalf Cultuurprijs.
In 2006 werd Müller op het Camerimage-festival in Polen onderscheiden voor zijn complete werk.
In 2009 werd de Bert Haanstra Oeuvreprijs aan hem uitgereikt, een prijs die tot dan toe alleen naar regisseurs was gegaan.
Op 10 februari 2013 werd Müller in Hollywood door de American Society of Cinematographers (ASC) onderscheiden met de International Achievement Award 2012. Müller zou die avond de prijs uitgereikt krijgen door Nastassja Kinski en regisseur Steve McQueen, maar was verhinderd wegens ziekte. Uit handen van zijn vaste camera-assistent Pim Tjujerman ontving Müller op 17 maart 2013 alsnog de prijs in EYE Film Instituut Nederland te Amsterdam, ditmaal georganiseerd door de Netherlands Society of Cinematographers (NSC).
In 2016 organiseerde het Filmmuseum Eye een overzichtstentoonstelling van zijn werk onder de titel Master of Light.
Op 4 september 2018 ging de film Living the Light in première op het filmfestival van Venetië. Deze documentaire van Claire Pijman, is een visueel essay over het leven en het werk van Müller. Pijman kreeg een aantal jaar geleden toegang tot zijn persoonlijk archief, en heeft dat op een poëtische wijze met het professionele werk vermengd. Op 4 oktober 2019 werd de documentaire onderscheiden met het Gouden Kalf voor Beste Lange Documentaire op het Nederlands Film Festival 2019.

## Robby Müller Award
Ter nagedachtenis aan Robby Müller looft de Netherlands Society of Cinematographers (NSC) sinds 2020 de Robby Müller Award uit, in samenwerking met het International Film Festival Rotterdam (IFFR) en Andrea Müller-Schirmer, Robby Müllers weduwe. Deze prijs wordt jaarlijks uitgeloofd aan "een 'beeldmaker' (director of photography, filmmaker of visueel kunstenaar) die in de geest van Müller een authentieke, geloofwaardige en emotioneel treffende visuele taal heeft gecreëerd in zijn of haar oeuvre". Gedurende het IFFR wordt de winnaar beloond met een afdruk van een van Müllers polaroids. Daarnaast krijgt de winnaar de kans zijn of haar werk te presenteren in een masterclass.
Winnaars van de prijs zijn:
| Jaar | Prijswinnaar         | Functie                 | Land van oorsprong  |
| ---- | -------------------- | ----------------------- | ------------------- |
| 2020 | Diego García         | Director of photography | Mexico              |
| 2021 | Kelly Reichardt      | Filmmaker               | Verenigde Staten    |
| 2022 | Sayombhu Mukdeeprom  | Director of photography | Thailand            |
| 2023 | Hélène Louvart       | Director of photography | Frankrijk           |
| 2024 | Grimm Vandekerckhove | Director of photography | België              |
| 2025 | Lol Crawley          | Director of photography | Verenigd Koninkrijk |

## Wetenswaardigheden
- Een uitspraak van Müller: "Je moet filmen zoals een kat op tafel springt: met precies genoeg moeite."[10]
- Müller staat niet bekend om een persoonlijke stijl; in elke film bracht hij een improvisatie met licht en beweging aan.[10]
- Hoyte van Hoytema was trainee van Müller.[10]
- Müller leed aan afasie.[10]

## Filmografie (selectie)
- 1969 - Jonathan (Hans W. Geißendörfer)
- 1970 - Summer in the City (Wim Wenders)
- 1972 - Die Angst des Tormanns beim Elfmeter (Wim Wenders)
- 1976 - Im Lauf der Zeit (Wim Wenders)
- 1976-  Die Wildente (Hans W. Geißendörfer)
- 1977 - Die linkshändige Frau (Peter Handke)
- 1977 - Der amerikanische Freund (Wim Wenders)
- 1978 - Mysteries (Paul de Lussanet)
- 1979 - Opname (Erik van Zuylen en Marja Kok)
- 1982 - Een zwoele zomeravond (Frans Weisz)
- 1984 - Paris, Texas (Wim Wenders)
- 1984 - Repo Man (Alex Cox)
- 1985 - To Live and Die in L.A. (William Friedkin)
- 1986 - Down by Law (Jim Jarmusch)
- 1987 - The Believers (John Schlesinger)
- 1987 - Barfly (Barbet Schroeder)
- 1991 - Bis ans Ende der Welt (Wim Wenders)
- 1993 - Mad Dog and Glory (John McNaughton)
- 1995 - Hoogste tijd (Frans Weisz)
- 1995 - Dead Man (Jim Jarmusch)
- 1996 - Breaking the Waves (Lars von Trier)
- 1999 - Buena Vista Social Club (Wim Wenders)
- 1999 - Ghost Dog: The Way of the Samurai (Jim Jarmusch)
- 2000 - Dancer in the Dark (Lars von Trier)
- 2002 - Twenty Four Hour Party People (Michael Winterbottom)
- 2003 - Coffee and Cigarettes (Jim Jarmusch)